# 참깨라면
참깨라면은 대한민국의 식품 회사 오뚜기의 라면이다. 1994년 11월 봉지 라면이 처음 출시되었고, 1995년 3월 컵라면이 출시되었다.

## 종류
참깨라면
1994년 11월에 출시된 봉지 라면 제품이다.

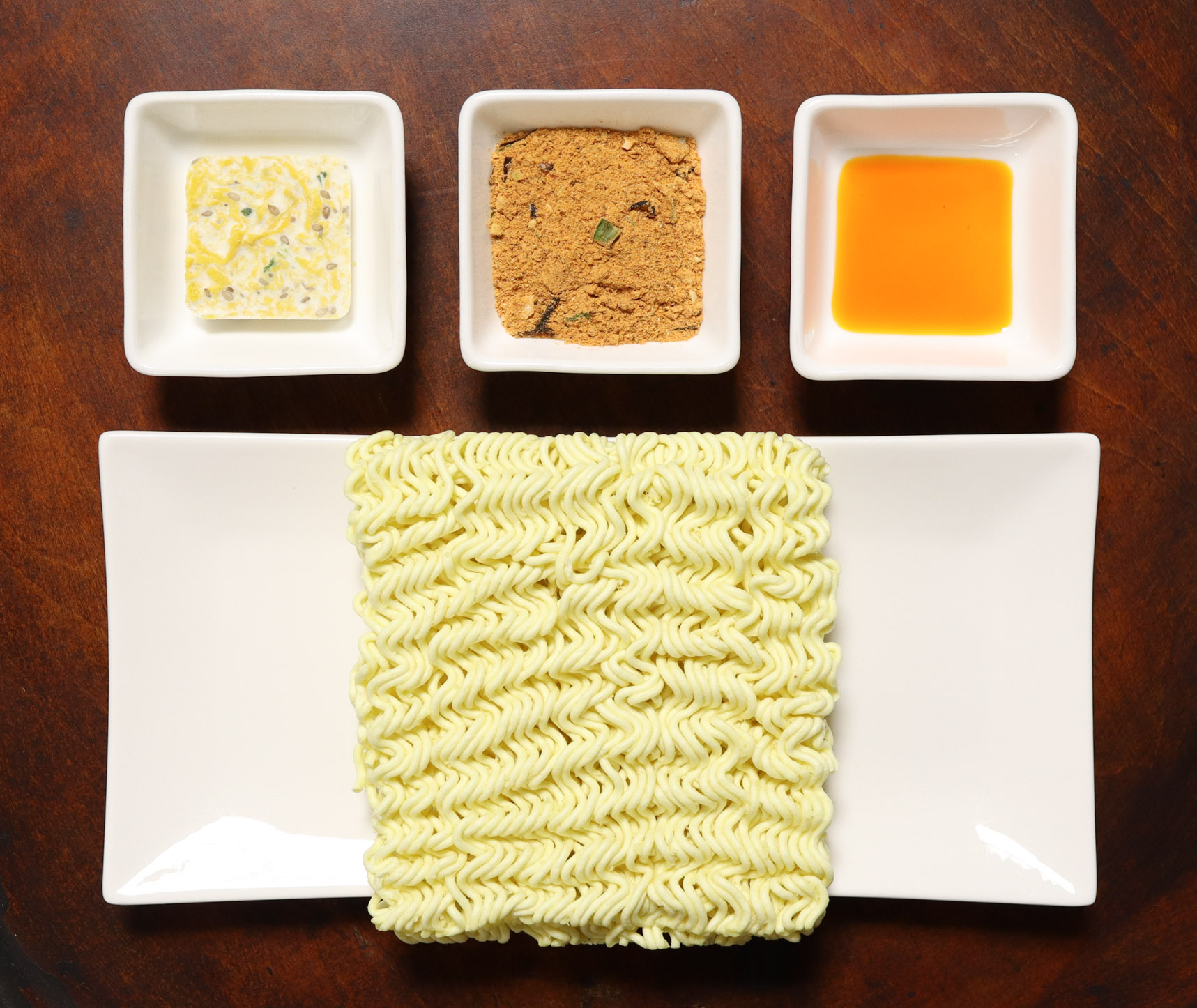
참깨라면 재료
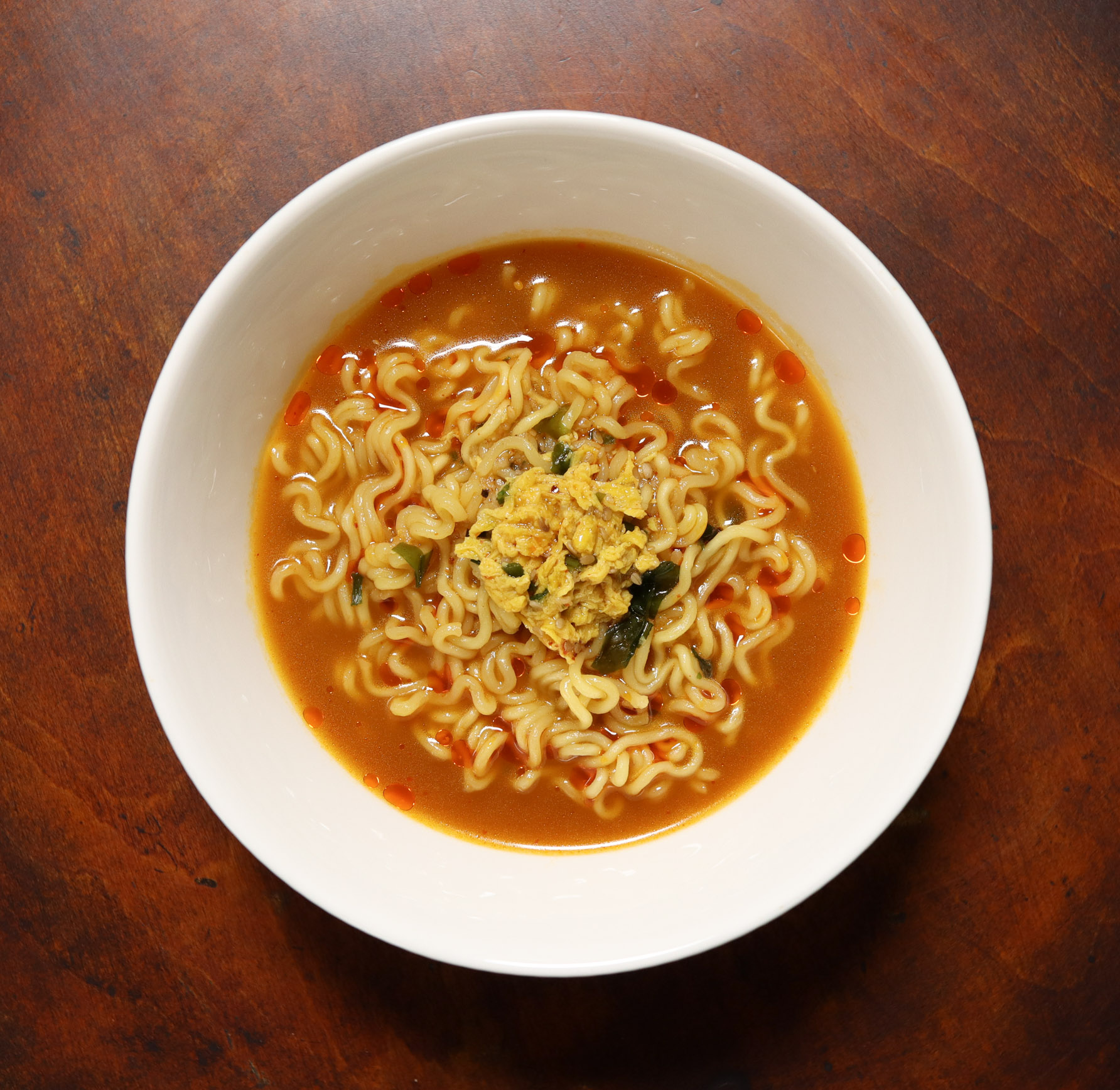
참깨라면
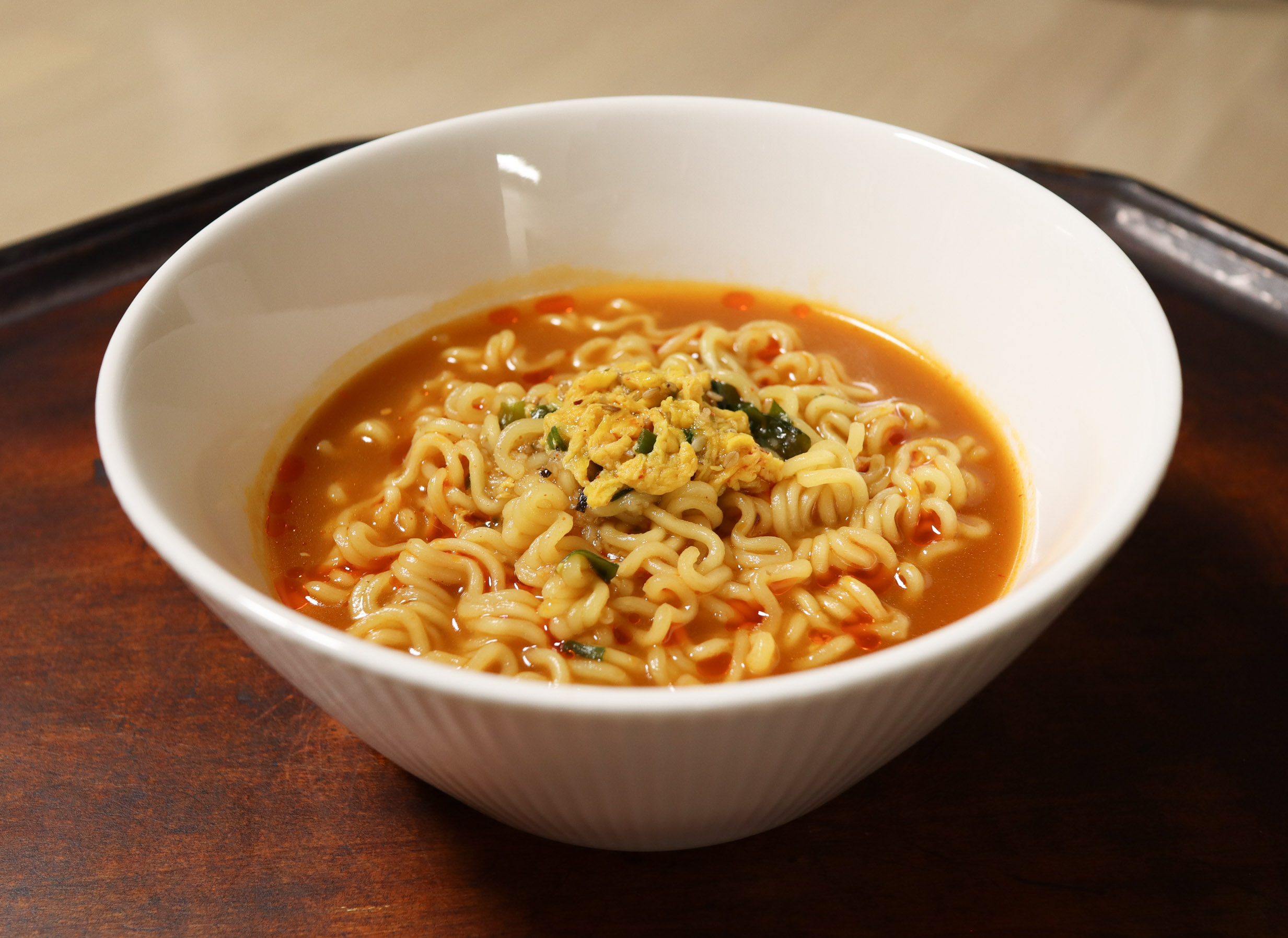
참깨라면

참깨라면 용기
1995년 3월에 출시된 컵라면 제품이다.

## 같이 보기
- 국수 목록